# スマック

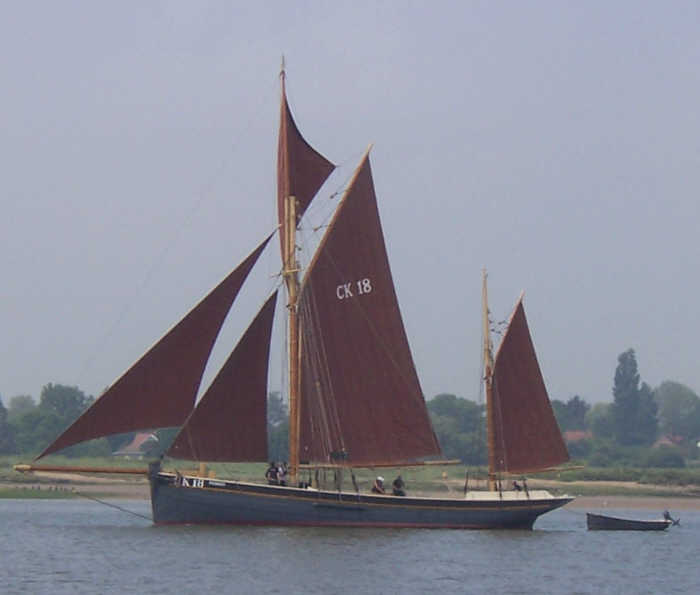

スマック（smac）とは、帆船の1種である。19世紀にイギリスで市場まで魚を運ぶために広く使われた帆船で、第二次世界大戦後でも少数は使用された。スマックの帆装は基本的にケッチと同様であったが港によって差異があり、いくつかのスマックはトップセイルをミズンマストに張り、バウスプリットにジブを張っていた。帆は多くが黄土色であった。スマックの一部は艦隊で用いられることもあった。